# Muta
Muta là một khu tự quản (tiếng Slovenia: občine, số ít – občina) trong vùng Koroška của Slovenia. Muta có diện tích 38.8 km2, dân số là theo điều tra ngày 31 tháng 3 năm 2002 là 3640 người. Thủ phủ khu tự quản Muta đóng tại Muta.